# Melese sotrema
Melese sotrema là một loài bướm đêm thuộc phân họ Arctiinae, họ Erebidae.